# Trafic de drogue à Cuba
Le trafic de drogue à Cuba est une implication de longue date. Avant la révolution cubaine, Cuba était l'un des centres les plus importants des opérations mafieuses en matière de jeux de hasard. Après 1959, il s'implique dans le trafic de drogue du régime de Fidel Castro et de ses successeurs.

## Avant la révolution cubaine

### Premières entreprises
Cuba était un centre d'opérations important pour la mafia. Après l'interdiction de la vente de boissons alcoolisées aux États-Unis avec la Prohibition, l'île de Cuba est devenue une destination attractive pour la mafia en raison de sa proximité avec les États-Unis et de la corruption des autorités due à l'instabilité politique ambiante. En 1924, Cuba était devenue le principal centre d'opérations de contrebande d'alcool, de stupéfiants et d'immigrants illégaux. Cela a conduit à la signature de trois accords entre les États-Unis et Cuba en 1926 pour lutter contre le problème, sans grand succès. En 1936 est lancée la Convention de la Société des Nations sur les stupéfiants, qui prévoit la création de corps de police dans les pays concernés pour lutter contre le trafic de drogue. Cuba a ratifié la convention 11 ans plus tard. Sous les gouvernements de Ramón Grau San Martín, Carlos Prío Socarrás et Fulgencio Batista, les trafiquants de drogue avaient une influence dans les commandements intermédiaires du pouvoir exécutif et principalement dans le pouvoir judiciaire. Selon Saenz : « Le problème de l'impunité concernant le trafic de drogue à Cuba sous le deuxième gouvernement de Batista était plus lié au pouvoir judiciaire qu'au pouvoir et que, dans certains cas clés, le gouvernement a collaboré pour arrêter et expulser plusieurs criminels étrangers. »

### La Conférence de La Havane
En 1946, la Conférence de La Havane s'est tenue à l'Hôtel Nacional, un important sommet de capos mafieux où étaient discutées des questions politiques et commerciales. Parmi les participants à la Conférence de La Havane figuraient Meyer Lansky, Albert Anastacia, Frank Costello, Lucky Luciano, Santo Trafficante Jr. et Vito Genovese. Au cours de la conférence, le secteur des jeux de hasard aux États-Unis et à Cuba a été partagé entre les participants. Meyer avait pour objectif de faire de Cuba la destination caribéenne par excellence pour les joueurs. À Cuba, le commerce des casinos était légal et représentait des revenus importants par rapport à d'autres activités comme le trafic de drogue.

### La dictature de Fulgencio Batista
La relation entre Fulgencio Batista et la mafia remonte à 1933, lorsqu'il rencontre Meyer Lansky. En 1952, Fulgencio Batista réalise un coup d'État au début de son deuxième mandat. Pour Batista, Cuba devrait réduire sa dépendance à l'égard du secteur sucrier et stimuler le tourisme ainsi que les casinos. En 1955, Batista promeut une loi qui facilite la construction d'hôtels et l'installation de casinos. La prolifération des casinos, la corruption et la prostitution font que Cuba est considérée comme le « bordel de l'Amérique ». Batista est l'un des bénéficiaires des revenus du jeu. Cependant, en 1959, après la révolution cubaine et la fuite de Batista vers la République dominicaine, le secteur des jeux de hasard entre en crise.

### Crise mafieuse
Le triomphe de la révolution cubaine en 1959 affecte les affaires de la mafia. Cuba a cessé d'être le centre d'opérations de la mafia et s'installe aux États-Unis. Les hôtels exploités par la mafia sont expropriés par le régime cubain,. Cela conduit certains capos mafieux à collaborer avec la CIA pour déstabiliser le régime de Castro, bien qu'il ait été rapporté que certains capos mafieux ont commencé à faire des affaires avec Fidel Castro et agissent comme des agents doubles avertissant Fidel des opérations de la CIA contre lui,.

## Après la révolution cubaine

### Relations entre les frères Castro et Pablo Escobar
Jhon Jairo Velásquez, nom de code « Popeye », dans son livre « Le vrai Pablo », met en lumière un prétendu réseau de trafic de drogue qui passait par la Colombie, le Mexique, Cuba et les États-Unis. Il rappelle que l'opération, qui a duré 2 ans, a été menée : « par l'armée cubaine sous le commandement du général Ochoa et de l'officier Tony de la Guardia, sous les instructions directes de Raúl Castro. »

### Exécutions de 1989
Entre les multiples scandales de corruption et les prétendues relations entre le gouvernement de Fidel Castro et le trafic de drogue, en 1989, le journal officiel Granma annonce l'arrestation de plusieurs militaires, dont le général Arnaldo Ochoa Sánchez et le colonel Antonio de la Guardia, impliqués dans de graves affaires de corruption et de trafic de drogue. Après un procès controversé, ils seraient fusillés. Pour certains, le procès est une stratégie visant à détourner l'attention des liens présumés du gouvernement avec Pablo Escobar.
Le général de division Arnaldo Tomás Ochoa Sánchez, populaire et considéré comme un héros national pour ses actions au Venezuela, en Éthiopie et en Angola, est accusé et reconnu coupable de trafic de drogue,. Le général Ochoa est jugé dans un tribunal télévisé dans tout le pays, déclaré coupable de « traître à la révolution » et exécuté par un peloton d'exécution ; il est le seul héros de la république de Cuba à voir son titre révoqué. Le procès est l'événement qui a dominé l'esprit des cubains jusqu'à l'exécution de la sentence, et l'une des raisons possibles de l'assassinat pour trahison est précisément la grande popularité du général Ochoa, qui s'apprêtait à affronter l'armée occidentale de La Havane, la plus puissante des FAR. Lorsqu'il comparait à la première audience, Ochoa porte la médaille de l'Étoile d'Or sur son uniforme.